# Frankenstein (Sachsen)
Frankenstein este o comună din landul Saxonia, Germania.